# HOMEテレビ夕刊
『HOMEテレビ夕刊』（ホームテレビゆうかん）は、1987年10月16日まで広島ホームテレビで放送されていた平日夕方のローカルワイドニュース番組である。